# Христо Кюркчиев
Христо Петров (Петрушев) Кюркчиев е български революционер, деец на Вътрешната македоно-одринска революционна организация.

## Биография
Роден е в 1872 година в Крушево. Родът му произхожда от крушевското село Бучин, но поради преследвания от турци дядо му Трайче Стрезов се изселва в града. Христо Кюркчиев завършва гимназия и говори френски и турски. Занимава се с обущарство. В 1896 година влиза в Крушевския комитет на ВМОРО.
При избухването на Илинденско-Преображенското въстание в 1903 година в Крушево и обявяването на Крушевската република Кюркчиев заедно с Вангел Дину, Георги Чаче, Теохар Нешков, Димитър Секулов и Никола Балю влиза в Привременното правителство. Обявен е за градоначалник и за ръководител на полицията, която е разделена на десет групи, начело с десетари.
След потушаването на въстанието заради това, че е защитил жените от турската администрация заедно с Димитър Секулов са изпратени от Бахтиар паша в Битоля. Кюркчиев се спасява преди общата амнистия от април 1904 година и емигрира в България, където отваря обущарски дюкян. Умира в 1941 година от инсулт.